# 坦桑尼亞—越南關係
坦桑尼亞－越南關係（越南语： Quan hệ Việt Nam – Tanzania，英語：Tanzania-Vietnam Relations），是指坦桑尼亞共和國與越南社會主義共和國之間的雙邊關係。

## 政治交流

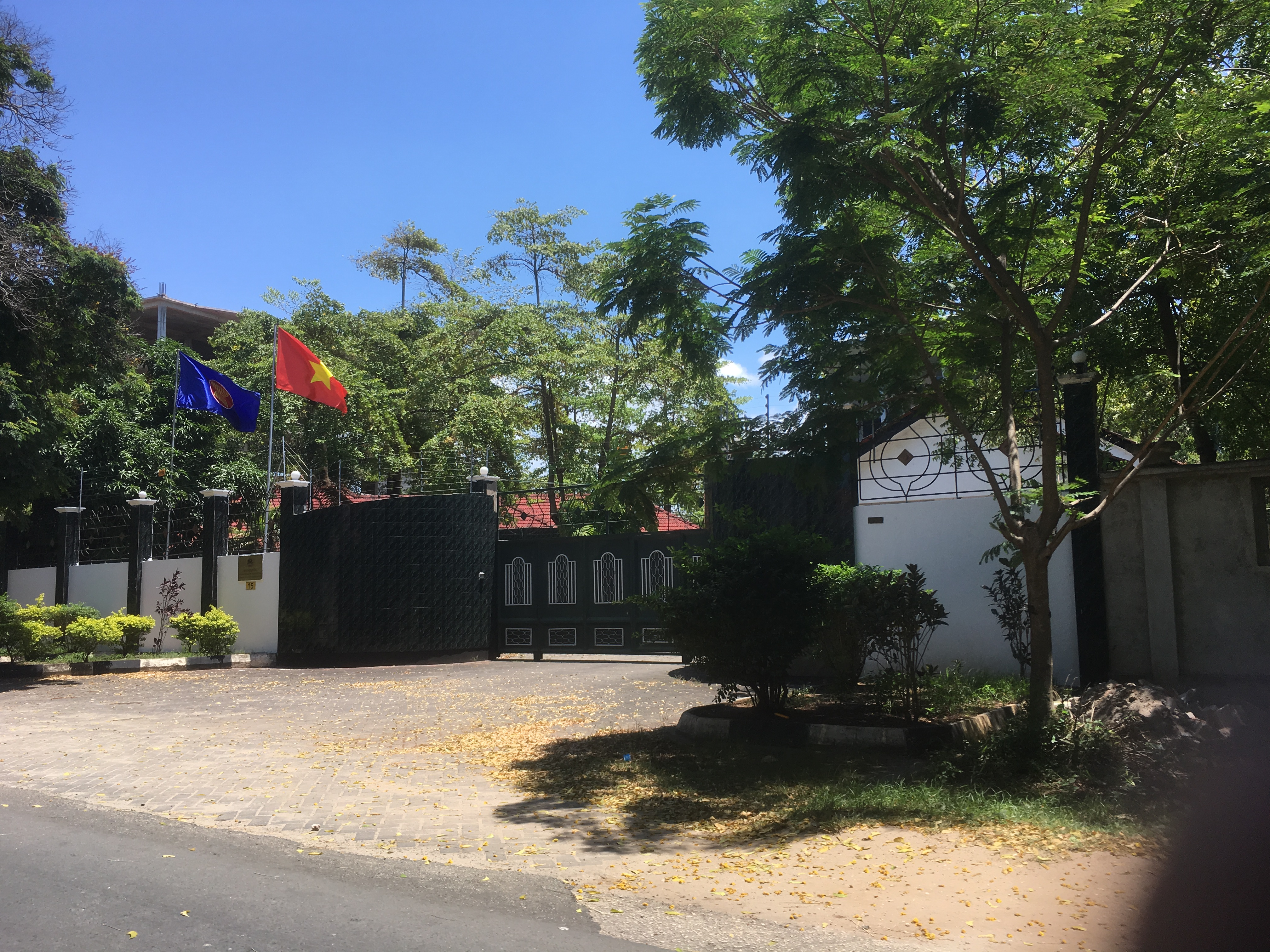
設在達累斯薩拉姆的越南大使館

1965年2月14日，越南民主共和国與坦桑尼亞建立外交關係。坦尚尼亞也是最早與北越建交的非洲國家之一。
2004年，坦桑尼亚总统本杰明·姆卡帕首访越南，2014年10月12日，他的继任者賈卡亞·基奎特對河內進行了為期兩天的國事訪問。基奎特訪問了當地各個行業，並鼓勵越南在坦桑尼亞投資。基奎特還向越南军用电子电信公司授予了在坦桑尼亞開展業務的許可。
2016年3月9日，越南国家主席張晉創對坦桑尼亞進行了為期三天的國事訪問，並與約翰·馬古富利總統舉行了雙邊會談。期间，越、坦雙方簽訂了60项貿易和投資協議。
2003年，越南重新在坦桑尼亞最大城市達累斯薩拉姆設立大使館，該大使館也兼驻其他東非国家，包括肯尼亞、盧旺達、蒲隆地、烏干達、埃塞俄比亞等。坦桑尼亞暂未在越南設立常驻使館，對越南的事務由坦尚尼亞駐華大使館兼轄。坦桑尼亚政府也计划在越南设立常驻大使馆。

## 經濟關係
2014年，坦桑尼亞與越南兩國之間的貿易額約為1.56億美元。越南向坦桑尼亞出口了價值超過1.05億美元的商品，越南向坦桑尼亞的主要出口產品包括水泥熟料和大米。坦桑尼亞是越南大米的第二大買家，僅次於菲律賓。
2015年，隨著坦桑尼亞的出口增加，兩國之間的貿易額增至2.05億美元。越南是坦桑尼亞腰果的第二大買家，也是原棉的第三大買家。

### 外商直接投資
2015年10月15日，越南軍用電子電信在坦桑尼亞開發的電信服務網Halotel正式運營，Halotel也是現時唯一在坦桑尼亞開展業務的越南公司，初期投資為7億美元。該國有企業答應在該國的農村地區提供電信服務，並在2014年坦桑尼亞總統賈卡亞·基奎特對越南進行國事訪問時獲得了經營許可證。
2016年3月，越南社會主義共和國主席張晉創與各越南商人考察了坦桑尼亞的投資氣氛，投資者希望使坦桑尼亞成為越南產品進入東非的門戶。